# Cronce (rivière)
Pour les articles homonymes, voir Cronce (homonymie).
La Cronce est une rivière française qui coule dans les départements du Cantal et de la Haute-Loire, en région d'Auvergne-Rhône-Alpes. C'est un affluent de l'Allier en rive gauche, donc un sous-affluent de la Loire.

## Géographie
De 27,2 km de longueur,, la Cronce a son origine sur les versants nord-est du massif de la Margeride dans le département du Cantal, sur le territoire de Védrines-Saint-Loup, dans la forêt de la Margeride, à l'est du signal de Margeride 1 381 m, à 1 222 m d'altitude .
Dès le départ elle adopte la direction du nord-est, et franchit rapidement la limite du département de la Haute-Loire. Dans son cours supérieur, elle reçoit l'apport de plusieurs ruisseaux, descendant comme elle des hauteurs de la Margeride.
En fin de parcours, elle effectue une boucle en direction du nord-ouest, puis se jette dans l'Allier (rive gauche) à Aubazat, petite localité située à une dizaine de kilomètres en aval (au nord-ouest) de Langeac, à 464 m d'altitude .

### Communes et cantons traversés
Dans les deux départements du Cantal et de la Haute-Loire, la Cronce traverse les six communes suivantes, de l'amonte vers l'aval, de Védrines-Saint-Loup (source) Soulages, puis passant la limite départementale, Chastel, Cronce, Arlet et Aubazat (confluence).
Soit en termes de cantons, la Cronce prend source dans le canton de Neuvéglise-sur-Truyère, conflue dans le canton du Pays de Lafayette, dans les arrondissement de Saint-Flour et arrondissement de Brioude, et dans les intercommunalité Saint-Flour Communauté et communauté de communes des Rives du Haut Allier.

### Bassin versant
Son bassin versant est de 130 km2,,,. La Cronce traverse une seule zone hydrographique « L'Allier du Rau de Malgascon (NC) à la Cronce (C) » (K231)

### Organisme gestionnaire
L'organisme gestionnaire est le SMAT ou Syndicat Mixte d'Aménagement du Territoire du Haut-Allier, sis à Langeac,,.

## Affluents
La Cronce a dix tronçons affluents dont deux de plus de dix kilomètres de longueur, onze nommés et huit non nommés de moins de deux kilomètres de longueur :
- le Chalons (rd[note 5]), 15 km avec six affluents et de rang de Strahler deux, sur les trois communes de Cronce, Ferrussac et Pinols.
- le Retroussayre (rd), 10 km avec deux affluents et de rang de Strahler deux, sur les deux communes de Clavières et Chastel.
- Les Chaux (rg), 8 km avec deux affluents et de rang de Strahler trois, sur les trois communes de Rageade, Soulages et Chastel.

### Rang de Strahler
Donc le rang de Strahler de la Cronce est de quatre par Les Chaux.

## Hydrologie
Son régime hydrologique est dit pluvio-nival.

### La Cronce à Aubazat
La Cronce est une rivière moyennement abondante, moins cependant que sa voisine la Desges dont le bassin est situé un peu plus au sud, et qui effectue un trajet fort semblable. Son débit a été observé depuis le 1er octobre 1969 , à Aubazat, localité du département de la Haute-Loire située au niveau de son confluent avec l'Allier et à 483 m d'altitude. La surface ainsi étudiée est de 130 km2, soit la totalité du bassin versant de la rivière.
Le module de la rivière à Aubazat est de 1,23 m3/s.

La Cronce présente des fluctuations saisonnières de débit bien marquées et typiques de bien des cours d'eau du Massif central. Les hautes eaux se déroulent en hiver et au printemps, et se caractérisent par des débits mensuels moyens allant de 1,62 à 1,97 m3/s, de décembre à mai inclus (avec un maximum en avril, à la suite de la fonte des neiges). À partir du mois de juin, le débit baisse rapidement jusqu'aux basses eaux d'été qui ont lieu de juillet à septembre inclus, entraînant une baisse du débit mensuel moyen jusqu'à 0,306 m3/s au mois d'août, ce qui reste confortable. Mais ces moyennes mensuelles ne sont que des moyennes et cachent des fluctuations bien plus prononcées sur de courtes périodes ou selon les années.

### Étiage ou basses eaux
Aux étiages, le VCN3 peut chuter jusque 0,046 m3/s (quarante-six litres/s), en cas de période quinquennale sèche, ce qui n'est pas excessivement sévère pour un cours d'eau de cette taille.

### Crues
Les crues peuvent être assez importantes, compte tenu de la petitesse du bassin versant. Les QIX 2 et QIX 5 valent respectivement 13 et 18 m3/s. Le QIX 10 est de 22 m3/s, le QIX 20 de 26 m3/s, tandis que le QIX 50 se monte à 30 m3/s.
Le débit instantané maximal enregistré à Aubazat a été de 30,90 m3/s le 3 décembre 2003, tandis que la valeur journalière maximale était de 19 m3/s le 24 décembre 1973. En comparant la première de ces valeurs à l'échelle des QIX de la rivière, il apparaît que cette crue était plus que cinquantennale, sans doute presque centennale, et donc exceptionnelle. La hauteur maximale instantanée a été de 200 cm ou 2,00 m le 3 décembre 2003.

### Lame d'eau et débit spécifique
La Cronce est une rivière moyennement abondante, dans le contexte généralement fort arrosé du Massif central. La lame d'eau écoulée dans son bassin versant est de 299 millimètres annuellement, ce qui est quelque peu inférieur à la moyenne d'ensemble de la France (plus ou moins 320 millimètres/an) et du bassin de l'Allier (326 millimètres/an), mais assez nettement supérieur à la moyenne du bassin de la Loire (plus ou moins 245 millimètres/an). Le débit spécifique (ou Qsp) atteint 9,5 litres par seconde et par kilomètre carré de bassin.

## Aménagements et écologie
Le SAGE Haut Allier a relevé : « A noter une exception, le secteur Cronce-Céroux où l'irrigation agricole occupe une place importante dans les volumes consommés, bien supérieurs à ceux de l'AEP » l'Alimentation en eau potable.